# 산소 라디칼 흡수능
산소 라디칼 흡수능(Oxygen radical absorbance capacity, ORAC)은 생체 외 시료에서 항산화 능력을 측정하는 방법이다.  자유 라디칼 이론을 뒷받침하는 생체 내 생리학적 증거가 없거나 ORAC가 생물학적 항산화 잠재력과 관련된 정보를 제공했기 때문에 2012년에 철회되었다.
미국 농무부 (USDA)에서 발표한 광범위한 표에서 특정 향신료 , 베리 , 콩류와 함께 이 방법을 사용하여 다양한 식품을 테스트 했다. 대체 측정에는 Folin-Ciocalteu 시약 및 Trolox 등가 항산화 능력 분석(TEAC)이 포함된다.

### 방법
이 분석법은 azo-initiator compounds와 같은자유 라디칼 발생제와 혼합된 후 형광 분자(beta-phycoerythrin 또는 fluorescein)의 산화적 분해를 측정한다. azo-initiator compounds는 가열에 의해 peroxyl radical을 생성하는 것으로 간주되며 , 이는 형광 분자를 손상시켜 형광 손실을 초래한다. 산화 방지제는 산화적 변성으로부터 형광 분자를 보호하는 것으로 간주된다. 보호 정도는 형광계를 사용하여 정량화된다 . Fluorescein은 현재 fluorescent probe로 가장 많이 사용된다. 용량을 자동으로 측정하고 계산할 수 있는 장비가 상용화되어 있다(Biotek, Roche Diagnostics).
형광 강도는 산화적 변성이 진행됨에 따라 감소하며, 이 강도는 일반적으로 azo-initiator(유리기 발생기)를 첨가한 후 35분 동안 기록된다. 지금까지 AAPH(2,2'-azobis(2-amidino-propane) dihydrochloride)는 사용된 유일한 자유 라디칼 생성기이다. Fluorescein의 변성(또는 분해)은 항산화제의 존재가 형광 붕괴를 늦춤으로써 측정된다. 감쇠 곡선(형광 강도 대 시간)이 기록되고 두 감쇠 곡선 사이의 면적(산화방지제 유무에 관계없이)이 계산된다. 이어서, 항산화제 trolox를 사용하여 항산화제 매개 보호 정도를 정량화한다.(비타민 E 유사체)를 표준으로 한다. 다른 농도의 trolox를 사용하여 표준 곡선을 만들고 테스트 샘플을 이것과 비교합니다. 테스트 샘플(식품)에 대한 결과는 "trolox 등가물" 또는 TE로 게시되었다.
물질의 항산화 능력을 평가하기 위해 ORAC 방법을 사용하는 것의 한 가지 이점은 항산화 능력의 지연 단계가 있거나 없는 샘플을 고려한다는 것이다. 이는 다양한 천천히 작용하는 항산화제와 빠른 작용을 하는 항산화제가 포함된 복합 성분과 미리 계산할 수 없는 복합 효과가 있는 성분을 포함하는 식품 및 보충제를 측정할 때 특히 유용하다.
이 방법의 단점은 다음과 같다. 1) 특정(주로 peroxyl) 라디칼에 대한 항산화 활성만 측정된다. 그러나 peroxyl 라디칼 형성은 입증된 적이 없다. 2) 손상 반응의 특성이 특성화되지 않았다. 3) 이 반응에 자유 라디칼이 관여한다는 증거가 없다. 4) ORAC 값이 식품 섭취 후 생물학적 중요성을 갖는다는 증거가 없다. 더욱이, ORAC 값과 건강상의 이점 사이의 관계는 확립되지 않았다.
ORAC의 생리학적 중요성에 대한 과학적 반박의 결과로, 10년 이상 ORAC 데이터를 대조 및 출판해 온 USDA는 2012년 5월 일반 미국 식품에 대한 ORAC 값의 웹 출판을 철회했다.
몇 가지 수정된 ORAC 방법이 제안되었다. 그들 대부분은 동일한 원리를 사용한다(즉, AAPH-radical 매개 fluorescein 손상 측정). 그러나 ORAC-EPR, 전자 상자성 공명 기반 ORAC 방법은 항산화 물질의 소거 작용에 의한 AAPH-라디칼 수준의 감소를 직접 측정한다.